# مورغان ويفر
مورغان فيكتوريا ويفر (ولدت في 18 أكتوبر 1997) هي لاعبة كرة قدم أمريكية محترفة تلعب في مركز المهاجمة مع نادي بورتلاند ثورنز للسيدات في الدوري الوطني لكرة القدم للسيدات (NWSL).

## مسيرتها الجامعية
لعبت ويفر كرة القدم الجامعية مع جامعة ولاية واشنطن من عام 2016 إلى عام 2019 . سجلت أول أهدافها الجامعية في 4 سبتمبر 2016، مسجلة هاتريك ضد جامعة ولاية داكوتا الشمالية. تم اختيار ويفر ضمن فريق نجوم باك 12 فريق فريشمان في 2016. في موسم كرة القدم النسائية 2017 الرابطة الوطنية لرياضة الجامعات القسم الأول، تم اختيارها ضمن الفريق الثالث نجوم-باك-12. تم اختيارها للانضمام إلى الفريق الأول نجوم-باك -12 في موسم كرة القدم النسائية 2018 القسم الأول من الرابطة الوطنية لرياضة الجامعات لعام 2018، وتم اختيارها ضمن الفريق الثاني لنجوم باك-12 في موسم كرة القدم النسائية للقسم الأول من الرابطة الوطنية لرياضة الجامعات لعام 2019، عندما قادت ولاية واشنطن إلى الدور قبل النهائي في بطولة الرابطة الوطنية لرياضة الجامعات. تم اختيارها كأفضل رياضية في جامعة ولاية واشنطن لعام 2019 من قبل موقع Cougfan.com.

## مسيرتها الكروية

### بورتلاند ثورنز
في 16 يناير 2020، اختيرت ويفر كثاني لاعبة في مسودة الدوري الوطني لكرة القدم للسيدات لعام 2020 من قِبل نادي بورتلاند ثورنز لكرة القدم. ظهرت لأول مرة في مسيرتها الاحترافية مع بورتلاند ثورنز إف سي في 27 يونيو 2020، في كأس تحدي دوري كرة القدم الأمريكية الشمالية للمحترفين 2020، حيث دخلت كبديلة في الدقيقة 54 بدلاً من تايلر لوسي ضد نورث كارولينا كوريج. سجلت هدفها الاحترافي الأول في 17 يوليو 2020، ضد نورث كارولاينا كوريج.
في كأس الأبطال الدولية للسيدات 2021، سجلت ويفر هدف الفوز ضد ليون في النهائي. كان فوز فريق ثورنز بنتيجة 1-0 هو أول لقب له في كأس الأبطال الدولية. في عام 2022، وقعت ويفر صفقة جديدة مع ثورنز لإبقائها حتى عام 2024، مع خيار لعام 2025. في الموسم العادي لعام 2022، شارك ويفر في 20 مباراة (13 مباراة أساسية) وسجل ثاني أكبر عدد من الأهداف في الفريق (7) مع ثلاث تمريرات حاسمة. في أكتوبر 2023، اختير ويفر كأفضل لاعب مشجع لهذا العام من قبل روز سيتي ريفيترز، وهي مجموعة مشجعي فريق بورتلاند ثورنز.
في الأول من مايو 2024، أصيبت ويفر في مباراة ضد باي إف سي، وخضعت لجراحة تنظيرية في ركبتها اليمنى، ووُضعت على قائمة المصابين لمدة ٤٥ يومًا. غابت عن الملاعب طوال الصيف للتعافي من هذه الإصابة. في 26 يوليو، انضمت ويفر إلى مذيع الدوري الأمريكي لكرة القدم جيك زيفين لتقديم تعليق صوتي لبث مباراة خيرية بعنوان "الأخضر ذهبي" بمشاركة لاعبين من فريقي بورتلاند تيمبرز وبورتلاند ثورنز. عاد ويفر إلى الملعب في 13 سبتمبر، قادمًا من مقاعد البدلاء في خسارة 1-0 أمام شيكاغو ريد ستارز. تزامنًا مع عودتها من الإصابة، أعلن نادي ثورنز أن ويفر وقعت على تمديد عقد مع النادي حتى عام 2028. في 11 أكتوبر، سجلت الهدف الافتتاحي في فوز 2-0 على أورلاندو برايد، مما ساعد متصدر الدوري على تلقي أول خسارة له هذا الموسم.

## مسيرتها الدولية
استُدعيت ويفر للانضمام إلى منتخب الولايات المتحدة تحت 23 عامًا في مارس 2019. تلقت ويفر أول استدعاء لها للانضمام إلى منتخب الولايات المتحدة لكرة القدم للسيدات  في نوفمبر 2021.

## إحصائيات المسيرة

### النادي
آخر تحديث  01 مايو 2024.
| النادي                         | الموسم           | الدوري                           | الدوري | الدوري  | الكأس | الكأس   | التصفيات | التصفيات | أخرى  | أخرى    | الإجمالي  | الإجمالي |
| النادي                         | الموسم           | القسم                            | اللعب  | الأهداف | اللعب | الأهداف | اللعب    | الأهداف  | اللعب | الأهداف | التطبيقات | الأهداف  |
| ------------------------------ | ---------------- | -------------------------------- | ------ | ------- | ----- | ------- | -------- | -------- | ----- | ------- | --------- | -------- |
| نادي بورتلاند ثورنز لكرة القدم | 2020             | الدوري الوطني لكرة القدم للسيدات | —      | —       | 6     | 1       | —        | —        | 3     | 0       | 9         | 1        |
| نادي بورتلاند ثورنز لكرة القدم | 2021             | الدوري الوطني لكرة القدم للسيدات | 19     | 1       | 5     | 1       | 1        | 0        | —     | —       | 25        | 2        |
| نادي بورتلاند ثورنز لكرة القدم | 2022             | الدوري الوطني لكرة القدم للسيدات | 20     | 7       | 6     | 1       | 2        | 0        | —     | —       | 28        | 8        |
| نادي بورتلاند ثورنز لكرة القدم | 2023             | الدوري الوطني لكرة القدم للسيدات | 22     | 7       | 5     | 3       | 1        | 0        | —     | —       | 28        | 10       |
| نادي بورتلاند ثورنز لكرة القدم | 2024             | الدوري الوطني لكرة القدم للسيدات | 7      | 1       | —     | —       | —        | —        | —     | —       | 7         | 1        |
| إجمالي المشاركات               | إجمالي المشاركات | إجمالي المشاركات                 | 68     | 16      | 22    | 6       | 4        | 0        | 3     | 0       | 97        | 22       |

1. ↑  يشمل كأس التحدي لدوري كرة القدم للسيدات
2. ↑  يشمل تصفيات دوري كرة القدم للسيدات
3. ↑  يشمل سلسلة الخريف في الدوري الوطني لكرة القدم للسيدات

### دولي
آخر تحديث 30 نوفمبر 2021.
| المنتخب الوطني   | السنة   | التطبيقات | الأهداف |
| ---------------- | ------- | --------- | ------- |
| الولايات المتحدة | 2021    | 2         | 0       |
| المجموع          | المجموع | 2         | 0       |